# Raila Dan (schip, 1962)
De Raila Dan (later Eagle) was van origine een Deens vrachtschip dat werd ingezet voor de vaart op Groenland. Het had IMO nummer 5289340.

## Geschiedenis
- 7 juli 1962 tewatergelaten als Raila Dan bij Bijker's Aannemingsbedrijf N.V. IJsselwerf, Gorinchem.[2]
- 2 oktober 1962 Proefvaart, na afloop afgenomen door Rederiet Ocean A/S - J. Lauritzen, Esbjerg, Denemarken.
- Augustus 1969 werd het schip verkocht aan J. Damhof Jr., die het liet varen via N.V. Scheepvaartbedrijf "Poseidon" te Delfzijl en hernoemd Barok.
- 1974 Verkocht aan Mano Seaways Ltd, Haifa, Israel, hernoemd Carmela.
- 1976 Verkocht aan Maritime Shipping Corporation, Georgetown, Kaaimaneilanden, hernoemd Ytai.
- 15 maart 1977 Brand in de machinekamer bij het lossen in Port of Spain. "Constructive loss" verklaard en verkocht aan Sea Trading Ltd., Tortola, Britse Maagdeneilanden. Maar het werd weer gerepareerd and hernoemd Etai.
- 1981 Verkocht aan Carigulf Ltd., Belize, maar geregistreerd in de Kaaimaneilanden en hernoemd Carigulf Pioneer.
- 1984 Verkocht aan Jonaz Corporation Ltd. uit Georgetown, Kaaimaneilanden en hernoemd Arron K.
- 6 oktober 1985 brak er brand aan boord uit onderweg van Miami naar Venezuela. Het schip werd daarbij zodanig beschadigd dat het economisch niet meer verantwoord was het te repareren. Het werd opgelegd in de Miami rivier.
- 19 december 1985 Heeft de Eagle Tire Co. het schip als Eagle ten behoeve van de Upper Keys Artificial Reef Association als kunstmatig rif bij de Lower Matecumbe Key, Florida laten afzinken. Het is sindsdien een van de meest bezochte duikstekken van de Verenigde Staten.
- 25 september 1998 is het wrak in tweeën gebroken als gevolg van hurricane Georges.